# Золотий Родник
Золоти́й Родни́к (рос. Золотой Родник) — присілок у складі Асекеєвського району Оренбурзької області, Росія.

## Населення
Населення — 150 осіб (2010; 240 у 2002).
Національний склад (станом на 2002 рік):
- татари — 77 %